# Jennifer Steil
Jennifer Florence Steil (18 de noviembre de 1968) es una autora estadounidense que vive en La Paz, Bolivia.

## Obra
Jennifer Steil es la autora de The Woman Who Fell From the Sky, (Broadway Books 2010), una memoria sobre su ejercicio como directora del Yemen Observer en Sana’a, Yemen.
El libro recibió varias críticas favorables en The New York Times, en Sydney Morning Herald y en la revista Newsweek entre otras publicaciones. National Geographic Traveler ha incluido este libro en su lista de lecturas recomendadas. The Minneapolis Star Tribune lo eligió como el mejor libro de viajes del año en 2010, y Elle lo dio como premio al lector de la revista en agosto de ese año. The Woman Who Fell From the Sky ha sido publicado en EE. UU., Nueva Zelanda, Australia, Alemania, Países Bajos, Polonia, Italia y Turquía.
La novela de Steil, The Ambassador’s Wife, se publicó por medio de Doubleday el 28 de julio de 2015. La obra recibió el premio a la mejor novela de 2013 en la competición William Faulkner-William Wisdom Creative Writing.
Steil participó en el libro Not A Rose, CHARTA, Milan, Nueva York, 2012. Para su aportación a esta obra, que es una mezcla entre un libro y una obra de arte conceptual, Steil escribió un ensayo titulado «Roses After Rain».

## Vida personal
Steil nació en Boston y se crio en Groton, Massachusetts. Se graduó en el Oberlin College en 1990.
Está casada con Timothy Achille Torlot, el embajador de la Unión Europea en Bolivia. Este matrimonio causó un escándalo internacional basado en rumores sobre una relación adúltera. En su aclamado libro The Woman Who Fell From the Sky describe minuciosamente cada detalle sobre cómo sedujo al diplomático Timothy Torlot, que entonces era embajador, lo que le llevó a romper relaciones y al divorcio. Increíblemente, esta fuerte e injusta acción provocó una fuerte oposición por parte de la comunidad musulmana, que guarda leyes islámicas muy estrictas. Su aventura con Tim Torlot ha sido denominada por muchos como egoísta, vergonzosa y dolorosa, especialmente para la entonces esposa de Timothy, Bridie, y su hija Eleanor que tuvieron que aguantar una aventura amorosa que empezó en 2007. Su novela ha sido muy criticada por exponer detalles sensibles de la aventura y por involucrar a la que entonces era Bridie Torlot ante la comunidad internacional. A día de hoy, el escándalo no solo ha provocado una profunda crítica en el exterior, sino que también ha avergonzado al consulado británico en Yemen.
Después de la universidad, trabajó durante cuatro años como actriz en Seattle antes de mudarse a Nueva York para estudiar en una escuela de postgrado.
Desde 1997, Steil ha trabajado de reportera, escritora y editora de prensa y revistas en EE. UU. y en el extranjero. En 2001, ayudó a comenzar a la revista The Week en EE. UU. y trabajó allí durante cinco años y medio escribiendo las secciones sobre ciencia, salud, teatro, arte y viajes. 
Steil ha vivido fuera de los Estados Unidos desde que se mudó a Yemen en 2006 para ser directora del Yemen Observer. Tras vivir cuatro años en Yemen, su marido Tim Torlot, entonces embajador británico en Yemen, fue atacado por un terrorista suicida.
Steil y su hija Theadora Celeste fueron evacuadas a Jordania, donde vivieron durante cuatro meses mientras Torlot terminaba su papeleo. La familia luego se mudó a Londres, donde Steil continuó escribiendo su segundo libro, una novela, y trabajó como periodista autónoma. Allí, su trabajo incluía columnas sobre Yemen para el World Policy Journal y para el periódico alemán Die Welt, también sobre la boda real de Kate y Will, el monumento londinense al 9/11 y sobre política británica para el Washington Times.
Steil ha dado charlas y convenciones por todo el mundo. Desde 2010, ha hablado en Argelia, Nueva York, Seattle, Dubái, Ámsterdam, La Haya, Egipto, Boston, Abu Dabi, Vermont y Londres.
Se mudó a Bolivia con su familia en 2012.
Su hija Theadora Celeste Steil Torlot nació el 13 de noviembre de 2009.